# Горст Ефферц
Горст Ефферц (нім. Horst Effertz, 4 серпня 1938) — німецький академічний веслувальник.
Олімпійський чемпіон 1960 року в складі розпашної четвірки зі стерновим, учасник 1964 року.
Чемпіон Європи 1959 (розпашні четвірки зі стерновим), 1964 (розпашні четвірки без стернового) років, срібний призер 1958 року в складі розпашної двійки без стернового.